# Castromorca
Castromorca es una localidad situada en la provincia de Burgos, comunidad autónoma de Castilla y León (España), comarca de Odra-Pisuerga, ayuntamiento de Villadiego.

## Datos generales
En 2024, contaba con 19 habitantes. Está situado a 2,8 km al sudeste de la capital del municipio, Villadiego y a 35 km de Burgos, próximo a la carretera BU-627 que atraviesa Olmos de la Picaza y nos conduce a Villanueva de Argaño donde conecta con al A-231. Bañado por el arroyo del Tojo afluente del río Brullés.
Wikimapia/Coordenadas: 42°29′55″ N 3°59′16″ O
Economía: Basada en la agricultura (cereales y legumbres) y, en menor medida, la ganadería.

## Situación administrativa
Entidad Local Menor cuyo alcalde pedáneo es Salvador Andrés Bárcenas.

## Toponimia
El nombre de la localidad Castromorca es sinónimo de montón de piedras.

## Historia

### Prehistoria
A través de intervenciones arqueológicas se conoce el enclave asociado al Campaniforme de la Fuente del Tojo, atribuible al Bronce Medio.

### Edad Antigua
Moreca es la ciudad citada por Ptolomeo como la más meridional de las ciudades de Cantabria en la época romana. La hipótesis más común la ubica en Castromorca. Pero Luciano Huidobro Serna afirma en 1959: 

“Hoy, después de las exploraciones que practiqué en lo alto del cerro de Castromorca, muy a propósito para establecer allí una ciudad, puede asegurarse que se trata de un terreno virgen cubierto de pastos que acababan entonces de roturar, donde no se encuentra ni la más leve huella de una ciudad, ni aun de un castro fijo y que Moreca no tuvo en ninguno de los términos su asiento.”

### Edad Media
A mediados del siglo XIV era lugar de Behetría siendo sus señores los Tovar, representados en ese momento por los hijos de Ruy Fernández de Tovar; sin embargo la vinculación debió de ser muy anterior, pues en 1266 consta la venta de una viña a un hijo de Sancho Fernández de Tovar y a su esposa.
En el término de El Crucero se han hallado restos arqueológicos a atribuibles culturalmente a la Alta y Plena Edad Media. Es una zona con alto control visual, fácilmente defendible y con un gran valor estratégico.

### Edad Moderna
Lugar que formaba parte de la Cuadrilla de Olmos en el Partido de Villadiego, uno de los catorce que formaban la Intendencia de Burgos, durante el periodo comprendido entre 1785 y 1833; en el Censo de Floridablanca de 1787, jurisdicción de señorío siendo su titular el Duque de Frías; alcalde pedáneo.
Antiguo municipio de Castilla la Vieja en el partido de Villadiego código INE-09512
En el censo de la matrícula catastral contaba con 14 hogares y 59 vecinos.
Entre el censo de 1857 y el anterior, crece el término del municipio porque incorpora a 09527 Olmos de Picaza y 095186 Villanoño
Entre el censo de 1887 y el anterior, este municipio desaparece porque cambia de nombre y aparece como el municipio 09527 Olmos de la Picaza

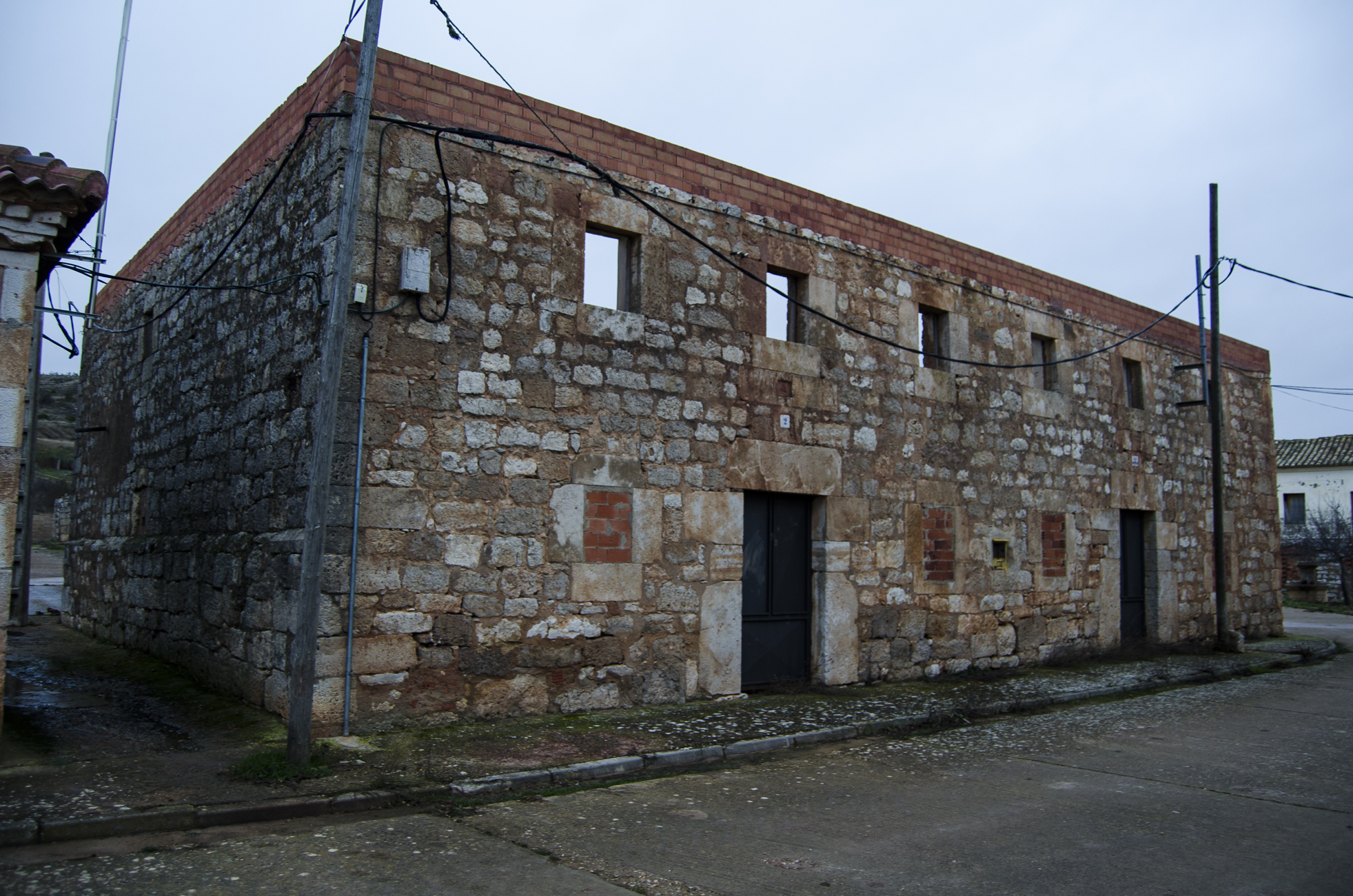
Antigua Casa Consistorial de Castromorca. Después, dividida, fue casa del maestro y del pastor.

## Demografía
| Gráfica de evolución demográfica de Castromorca entre 1842 y 1877 |
| |
| Población de derecho según los censos de población del INE Población de hecho según los censos de población del INEEntre el censo de 1857 y el anterior, crece el término del municipio porque incorpora a Olmos de Picaza y Villanoño. Entre el censo de 1887 y el anterior, este municipio desaparece porque cambia de nombre y aparece como el municipio Olmos de Picaza. |

## Patrimonio
Iglesia de San Pedro Se sitúa en una zona elevada al noroeste de la localidad, algo separado de ella, en la ladera sureste del Cerro del Crucero. El edificio permanece en pie, aunque en avanzado proceso de abandono tras haber dejado de ser utilizado como lugar de culto, siendo los elementos más dañados la cubierta y el campanario. Es un notable ejemplo de arquitectura tardogótica renacentista. Presenta planta de cruz con cabecera poligonal y una sola nave, ábside pentagonal y sacristía adosada al muro Sur. Adosado al muro Norte se localiza el cementerio. En el entorno se observa gran cantidad de restos óseos humanos y de teja curva. Existe una ventana del siglo XIII tardorrománica o gótica de la primitiva fábrica en la fachada oeste. En el norte está construida en un vaciado realizado en la ladera del cerro.

El edificio está en avanzado estado de ruina, por lo que precisa de obras de restauración y consolidación urgentes. De otra manera en breves años desaparecerá por completo.

Ermita de la ConcepciónTras el proceso de ruina de la iglesia de San Pedro y el traslado de la imagen del santo a esta ermita ha comenzado a denominarse también Ermita de San Pedro. Se sitúa en el interior del núcleo urbano de Castromorca, en la parte inferior de la ladera sureste de un cerro. Presenta una nave con cabecera cuadrangular del siglo XVI realizada con sillares de caliza unidos con argamasa de calicanto. La nave es de factura reciente de piedra caliza trabada con cemento, cubierta por un tejado a dos aguas.
Marcueros Ciertos montones de piedras en los páramos que hay entre Bustillo del Páramo y Castromorca, que el saber popular asocia a antiguos ritos.  También los montones de piedras y cabañas de piedras que los pastores hacían para resguardarse de las inclemencias del tiempo. Luciano Huidobro Serna ubica los morcueros en los altos de Sedano. Adelaido Renedo, nonagenario de Castromorca, antiguo propietario de ganado lanar en el pueblo, confirma su existencia en el término de Castromorca y los describe como construcciones bajas y de escasa capacidad que usaban los pastores para resguardarse de la inclemencias del tiempo, a las que se accedía, agachado, por un pequeño agujero, suficiente para el paso de un hombre. Tenían techo, a diferencia de los casetos que, teniendo la misma finalidad, no lo tenían.
Conjunto urbanoLos materiales de construcción son el adobe y, principalmente, la piedra, destacando el conjunto de casas en piedra.
|  |
|  |

|  |
|  |

|  |
|  |

|  |
|  |

|  |
|  |

|  |
|  |

|  |
|  |

|  |
|  |

|  |
|  |

|  |
|  |

|  |
|  |

|  |
|  |

|  |
|  |

|  |
|  |

|  |
|  |

|  |
|  |

|  |
|  |

|  |
|  |

## Turismo
Por Castromorca pasa el Sendero de los Torreones, incluido en la Red de Senderos de las 4 villas de Amaya.

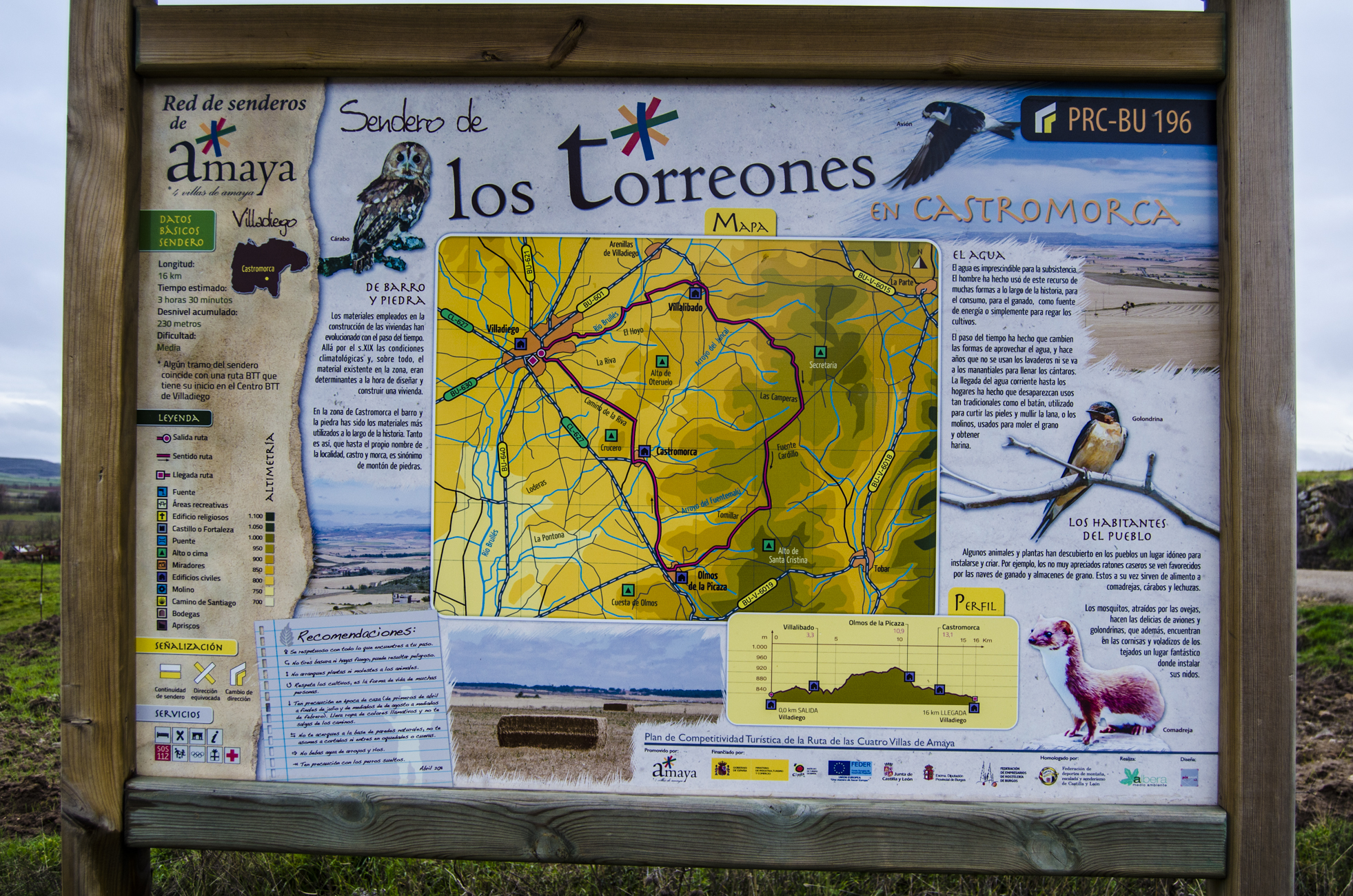
Panel del Sendero de los Torreones en Castromorca.

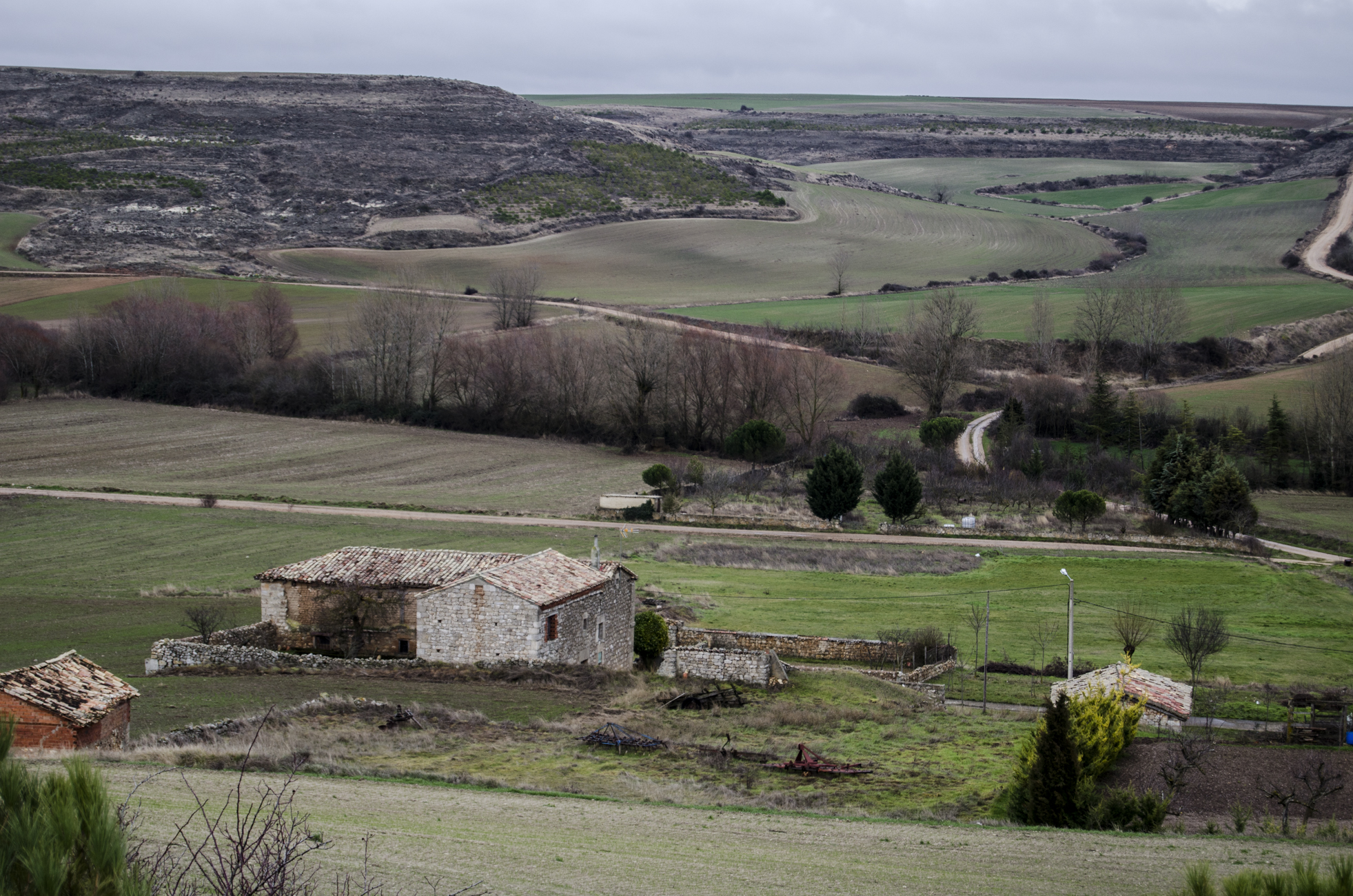
Panorámica del campo.